# Historic District

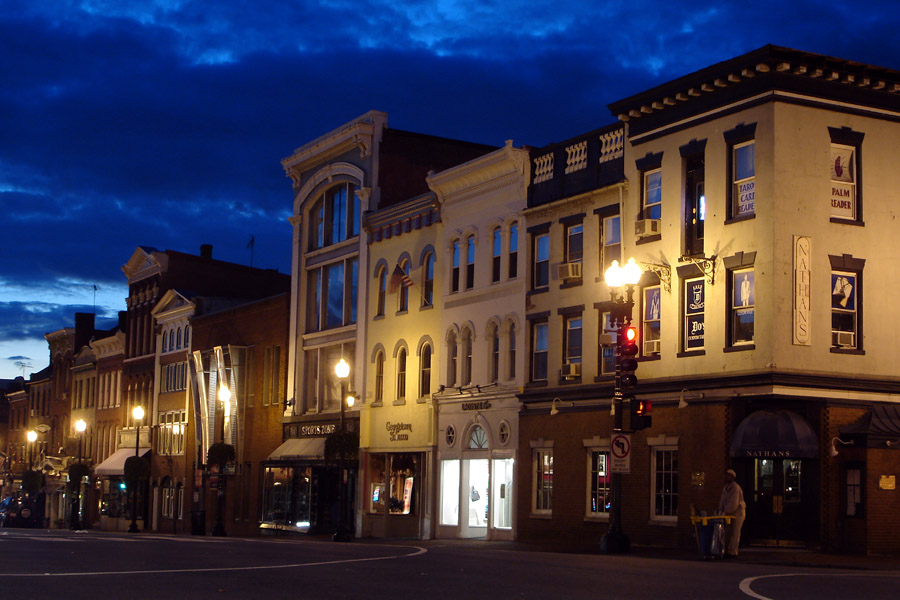
Georgetown Historic District in Washington, D.C.

Ein Historic District (englisch, „historischer Bezirk“) ist ein Gebiet in den Vereinigten Staaten, das durch eine oder mehrere öffentliche Stellen als historisch bedeutend oder aufgrund seiner Architektur als herausragend gekennzeichnet worden ist. Im Gegensatz zu den einzelnen Kulturdenkmälern in der Liste der National Register of Historic Places steht bei einem historischen Bezirk die Ansammlung von Gebäuden, Bauwerken und anderen Objekten im Vordergrund.
Einige historische Bezirke bestehen aus hunderten von einzelnen Objekten, während andere nur wenige Objekte umfassen. Viele Objekte wurden schon einzeln als bedeutsam anerkannt. Die Objekte werden in contributing property und non-contributing property eingeteilt, also ob sie zur historischen Integrität oder architektonischen Qualität des Bezirks beitragen oder nicht.

## Geschichte

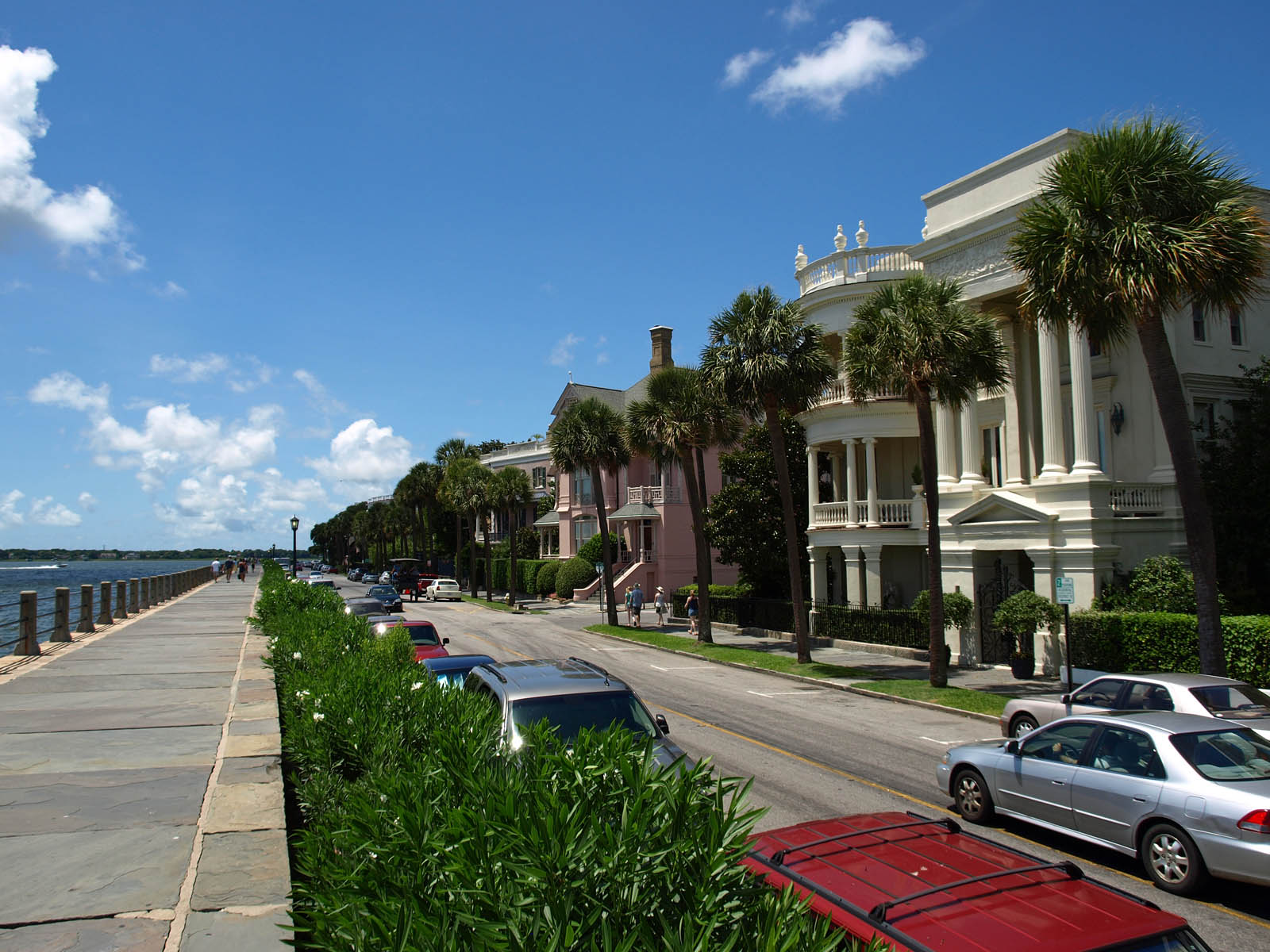
Charleston Old and Historic District

Der erste historische Bezirk, der Charleston Old and Historic District wurde 1931 in der Stadt Charleston im US-Bundesstaat South Carolina ausgewiesen. Im Jahr 1937 wurde das French Quarter in New Orleans und 1939 der Stadtteil La Villita in San Antonio, im US-Bundesstaat Texas als Historic District ausgewiesen. Weitere Gebiete folgten und im Jahr 1966 wurde das National Register of Historic Places, die offizielle Kulturdenkmalliste der Bundesregierung der Vereinigten Staaten über erhaltenswerte historische Bezirke, Anlagen, Gebäude, Geräte und andere bedeutsame Objekte eingeführt. Inzwischen gibt es mehrere tausend historische Bezirke in den Vereinigten Staaten.

## Aufteilung
Neben der Aufteilung der einzelnen Objekte in einem historischen Bezirk in contributing und non-contributing property, wird bei den Bezirken unterschieden, ob es sich um einen nationalen (federal), einen state oder einen örtlichen (local) Bezirk handelt. Non-contributing properties sind einzelne Objekte innerhalb eines Bezirkes, die zum Beispiel wegen ihres Alters, der Architektur oder wegen substantieller Veränderungen nicht zum historischen Charakter des Bezirkes beitragen. Seit 1980 beinhaltet der Eintrag in das Register eine Liste der jeweiligen contributing und non-contributing Bestandteile.

### Federal District
Ein Eintrag in das National Register of Historic Places ist eine Ausweisung des historischen Bezirks von der Regierung der Vereinigten Staaten. Sie definiert einen historischen Bezirk über ein US-Bundesgesetz. Für die Verwaltung des National Registers ist der National Park Service zuständig. Ein Eintrag in diese Liste bedeutet jedoch nur einen Ehrenstatus für das ausgewählte Gebiet, ermöglicht aber unter Umständen finanzielle Förderung durch den Staat. Bei einem Historic District soll es sich um ein geographisch definierbares, städtisches oder landwirtschaftliches Gebiet mit einer bedeutenden Konzentration von historischen Objekten handeln. Ein Bezirk kann aber auch aus mehreren einzelnen Teilen bestehen, die geographisch getrennt aber durch ihre Geschichte miteinander verbunden sind. Der Eintrag eines Bezirks in das National Register of Historic Places bedeutet nicht unbedingt, dass das Gebiet unter einem besonderen Schutz steht. Es sagt nur aus, das dieses Gebiet wert ist, erhalten zu werden.

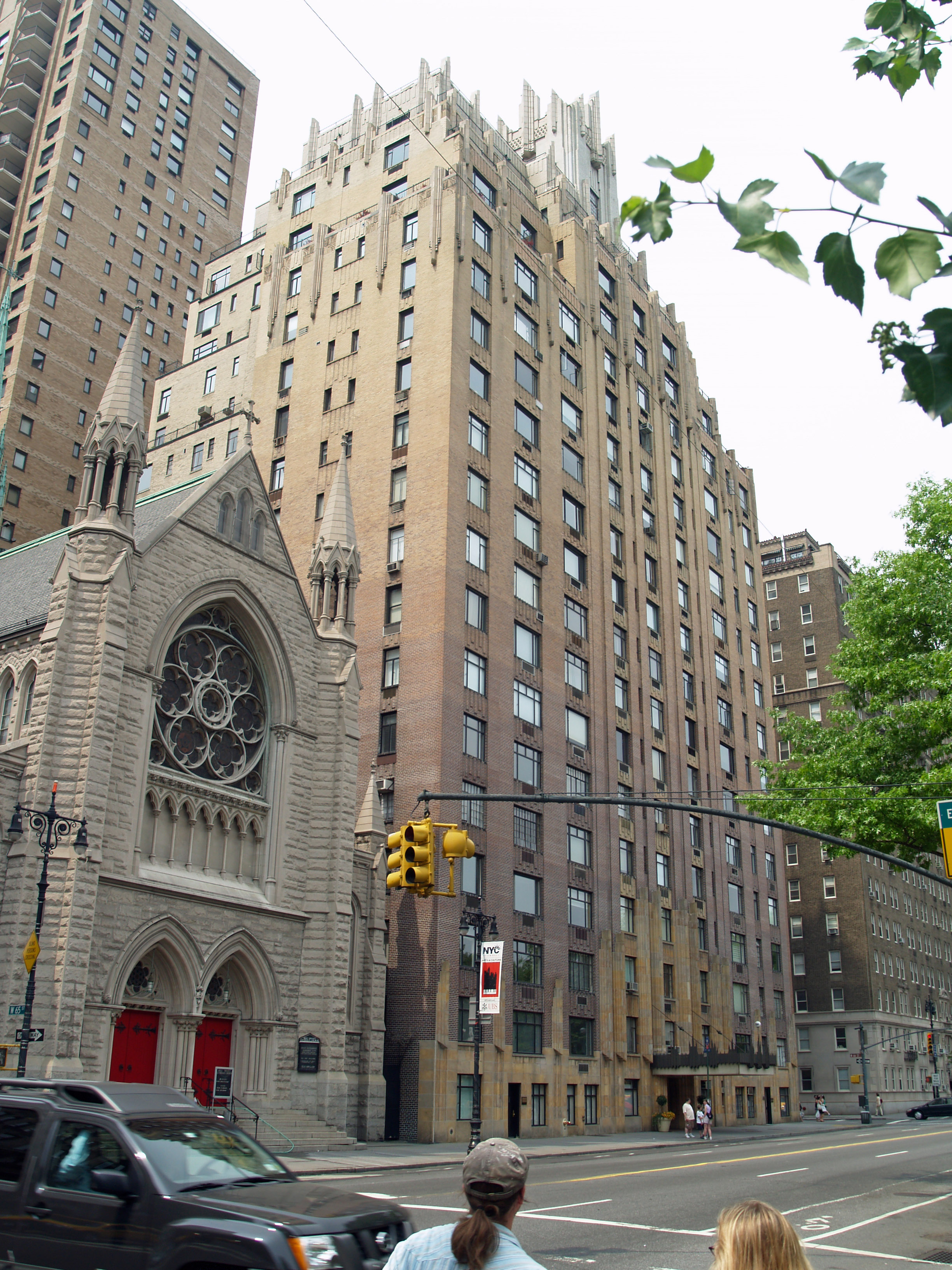
Central Park West Historic District, state und local Historic District in New York

### State District
Die meisten US-Bundesstaaten haben eigene Listen, die State Register of Historic Places welche vergleichbar mit dem National Register of Historic Places der Bundesregierung sind. Von den Bundesstaaten ausgewiesene Gebiete können unter besonderen gesetzlichen Schutz gestellt werden. Diese Listen werden vom State Historic Preservation Office geführt. Nach dem 1966 eingeführten National Historic Preservation Act ist jeder Bundesstaat verpflichtet ein eigenes State Historic Preservation Office zu unterhalten, in dem die Entscheidungen über historische Bezirke und Objekte getroffen werden. Bundesstaatliche Gesetze, die sich von Staat zu Staat stark unterscheiden können, stellen die Randbedingungen für die betroffenen Bezirke oder Objekte dar.

### Local District
Die örtlichen Bezirke werden von der Stadt oder dem County ausgewiesen und verwaltet. Sie bieten den ältesten und stärksten gesetzlichen Schutz für das betroffene Gebiet, da sie zum Teil sehr strenge Auflagen zum Erhalt des Gebiets haben. Gerade diese strengen Auflagen führen aber auch zu Widerständen bei den betroffenen Grundbesitzern und Anwohnern. Zwar wirkt sich die Auszeichnung als historischer Bezirk positiv auf die touristische Bedeutung des Viertels aus, die Auflagen der local Historic Districts verteuern oder verhindern zum Teil sogar Erweiterungen oder Modernisierungen an den Gebäuden. Im New Yorker Stadtteil Fieldston in der Bronx haben sich Anwohner gegen die Ausweisung als local Historic District gewehrt, da sie die vielen gesetzlichen Regularien und die Touristen fürchteten. Es gibt inzwischen über 2300 lokale historische Bezirke in den Vereinigten Staaten.

## Bedeutung

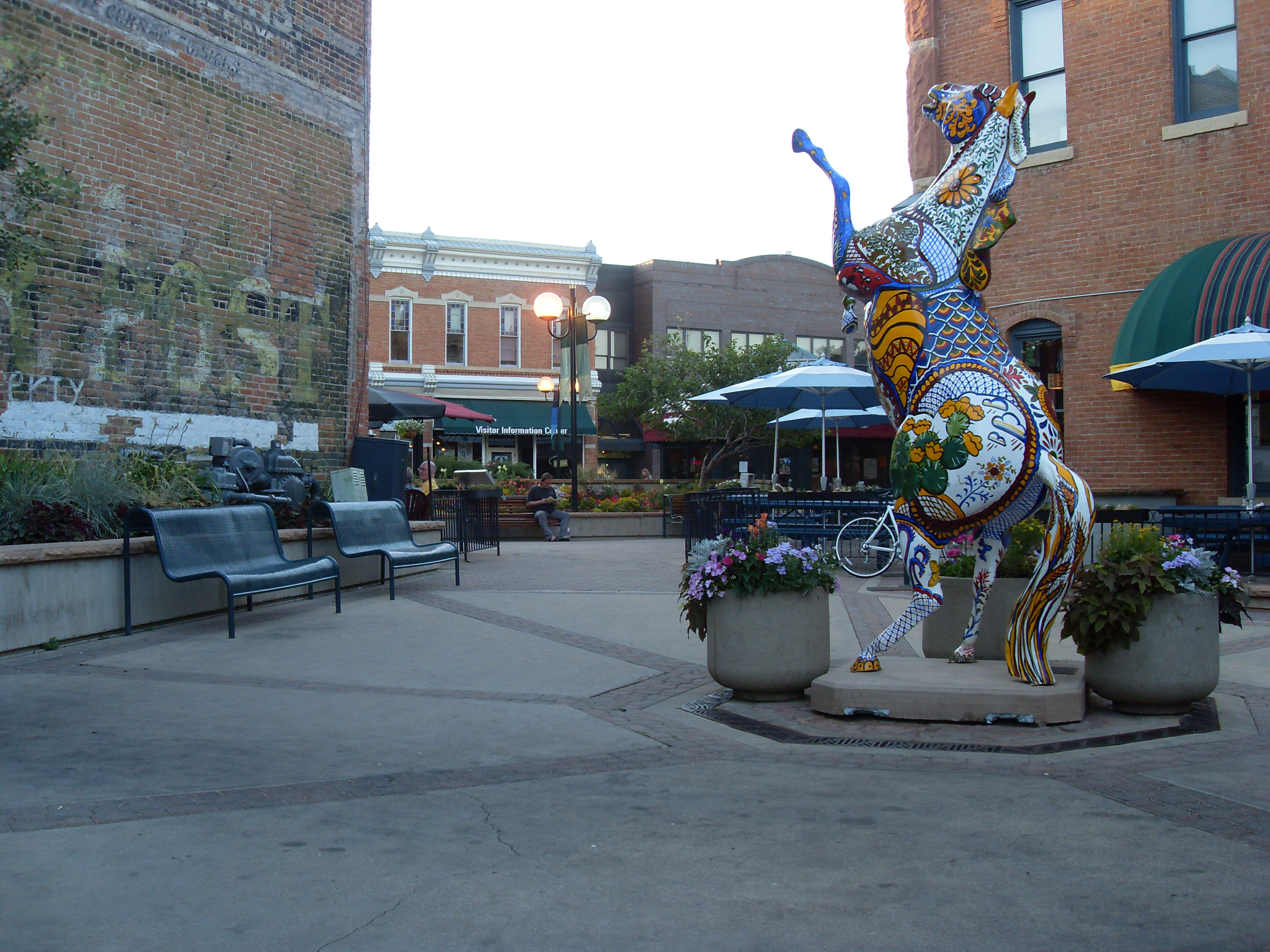
Fort Collins Historic District im Stadtzentrum mit Läden, Restaurants und einer Brauerei

Die Bedeutung der Historic Districts liegt vor allem darin, ein Viertel zu schaffen, das die wichtigen einzelnen historischen Objekte der Umgebung vereint. So wird der schützenswerte Charakter der einzelnen Objekte noch verstärkt. Viele Städte haben ihre Innenstädte auf diese Weise attraktiv gestaltet und werben inzwischen mit einem historischen Stadtkern um Touristen. Oftmals entstehen aus baufälligen Industrie- und Gewerbevierteln durch die Ausweisung eines Historic Districts attraktive Wohngegenden für den gehobenen Mittelstand. Dabei wird, wie zum Beispiel im New Yorker Stadtteil Dumbo in Brooklyn die vorhandene Bebauung, die vorwiegend aus Fabrik- und Lagerhäusern bestand, zum Teil in Geschäfte, Ateliers, Restaurants und Wohnhäuser umgebaut, ohne den Charakter des Viertels stark zu verändern.